# بری براون
بری براون (انگلیسی: Berry Brown; ۶ سپتامبر ۱۹۲۷ – ژوئیه ۲۰۰۱ (age 73)) بازیکن فوتبال اهل بریتانیا بود.
از باشگاه‌هایی که در آن بازی کرده‌است می‌توان به باشگاه فوتبال هارتل پول یونایتد، باشگاه فوتبال دونکستر راورز، و باشگاه فوتبال منچستر یونایتد اشاره کرد.